# Latjın rajonu
Laçın Rayonu (azerbajdzjanska: Laçın) är ett distrikt i Azerbajdzjan. Det ligger i den sydvästra delen av landet, 300 km väster om huvudstaden Baku. Antalet invånare är 68 033. Arean är 1 840 kvadratkilometer.
Terrängen i Laçın Rayonu är mycket bergig.
Följande samhällen finns i Laçın Rayonu:
- Laçın

Trakten runt Laçın Rayonu består i huvudsak av gräsmarker. Runt Laçın Rayonu är det ganska glesbefolkat, med 30 invånare per kvadratkilometer.